# Csabdi
Csabdi is een plaats (község) en gemeente in het Hongaarse comitaat Fejér. Csabdi telt 1162 inwoners (2001).